# Clossiana iphigenia
Clossiana iphigenia är en fjärilsart som beskrevs av Ludwig Carl Friedrich Graeser 1888. Clossiana iphigenia ingår i släktet Clossiana och familjen praktfjärilar. Inga underarter finns listade i Catalogue of Life.